# Torre del Bierzo
Torre del Bierzo es un municipio y lugar español de la provincia de León, en la comunidad autónoma de Castilla y León. Se encuentra en la comarca de El Bierzo, formando parte del Bierzo Alto, y cuenta con una población de 1968 habitantes (INE 2024).

## Geografía
Se encuentra situado a 84 kilómetros de la capital provincial. El término municipal está atravesado por la Autovía del Noroeste (entre los pK 354 y 357 y posteriormente entre los pK 362 y 366), así como por la antigua carretera N-6.
El relieve del territorio es montañoso, pero cuenta con dos valles destacables, el del río Boeza al noroeste, donde se encuentra Albares de la Ribera, y el del río Tremor, en el que se asienta el casco urbano. Ambos valles están separados por una cadena montañosa de los Montes de León que supera los 1000 metros de altitud (Valdolla, 1017 m). Es al sureste del municipio donde se alcanzan las cotas más altas, en el corazón de los Montes de León, superiores a los 1500 metros (Alto de Valdivieco, 1529 metros). Al norte, las montañas superan los 1200 metros, adentrándose hacia la sierra de Gistredo, ya en la Cordillera Cantábrica. El núcleo urbano principal se alza a 728 metros sobre el nivel del mar.
| Noroeste: Bembibre     | Norte: Folgoso de la Ribera e Igüeña | Nordeste: Villagatón             |
| Oeste: Castropodame    |                                      | Este: Villagatón y Brazuelo      |
| Suroeste: Castropodame | Sur: Santa Colomba de Somoza         | Sureste: Santa Colomba de Somoza |

## Historia

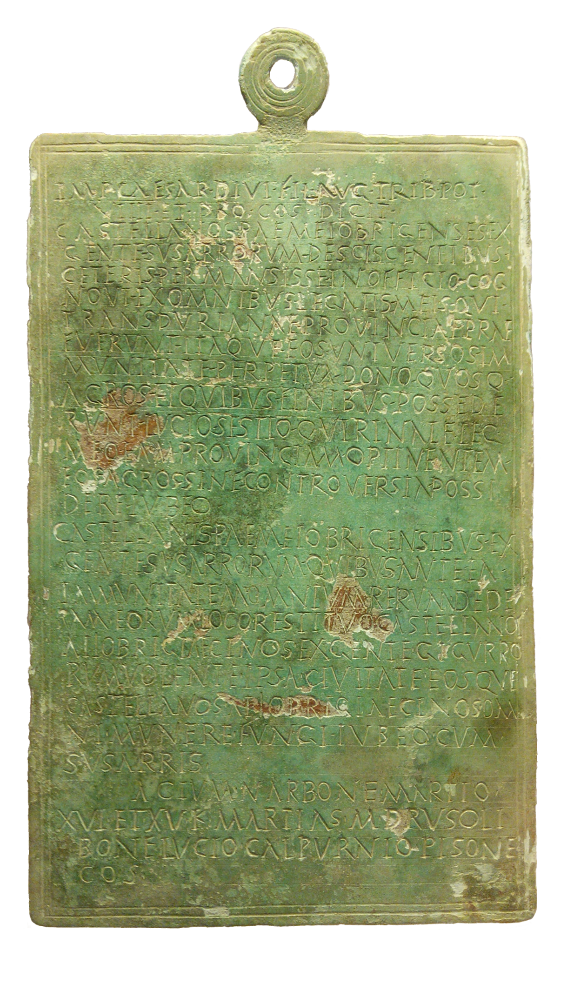
El Bronce de Bembibre recoge el edicto en el que el emperador augusto concedía la inmunidad a la tribu astur de los susarros

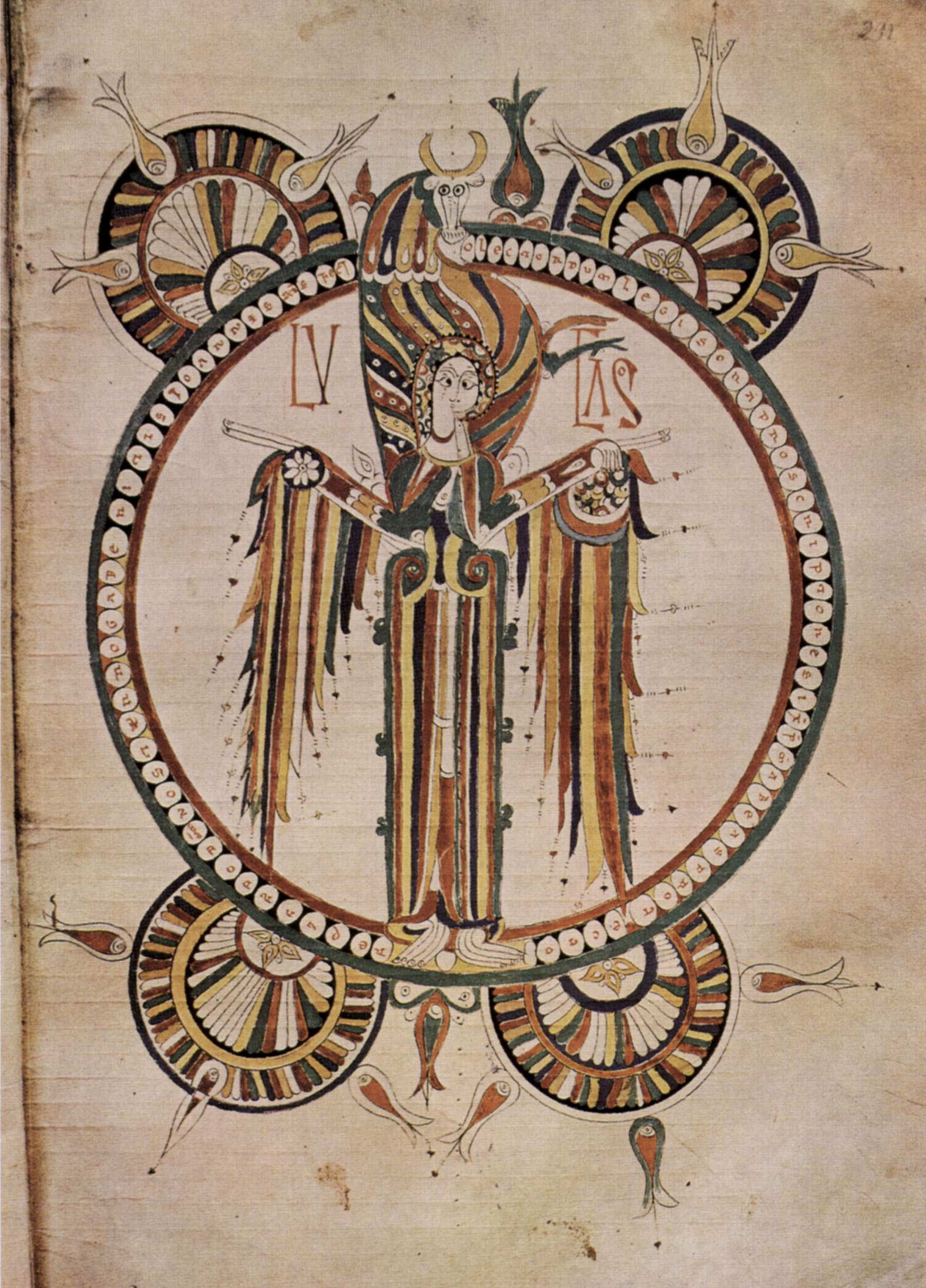
Detalle de la Biblia realizada en el monasterio de Albares en el

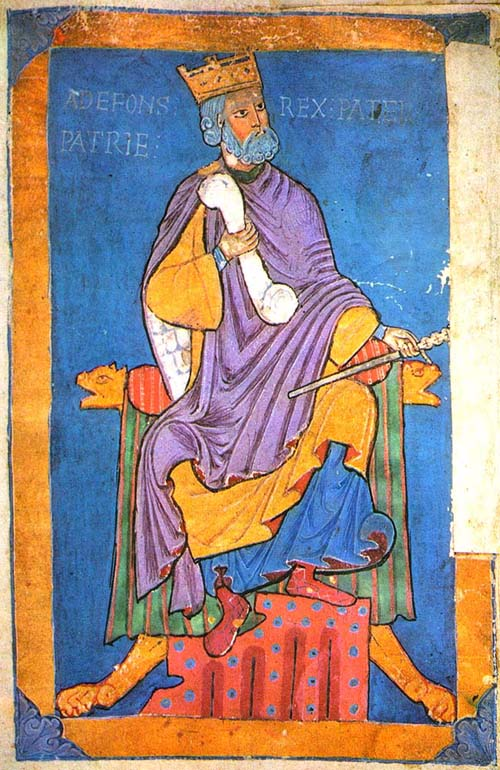
Alfonso VI de León reorganizó el espacio berciano, creando la tenencia del Boeza

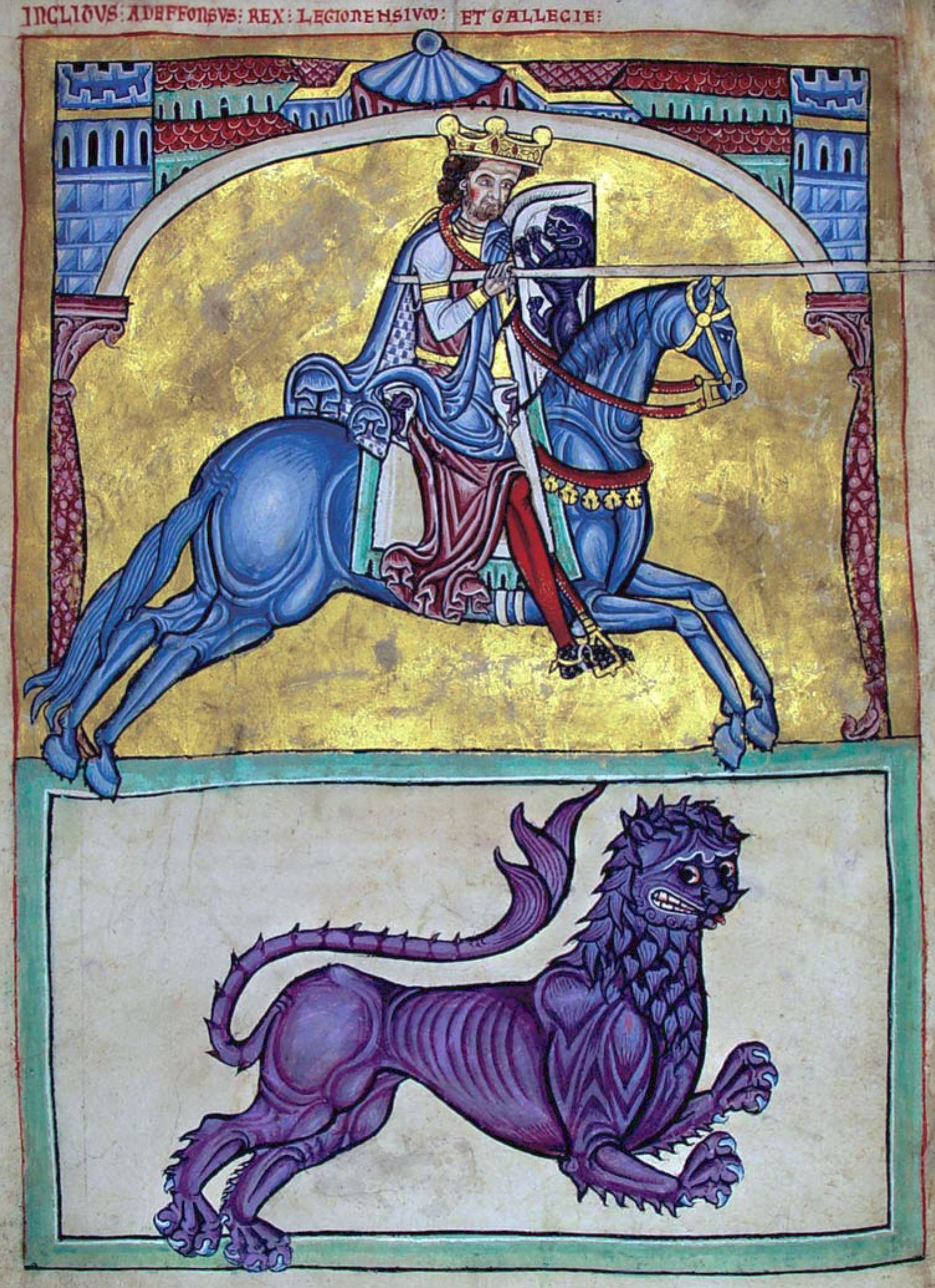
Alfonso IX de León concedió fuero propio a Bembibre, pasando a depender la cuenca del Boeza de dicha localidad

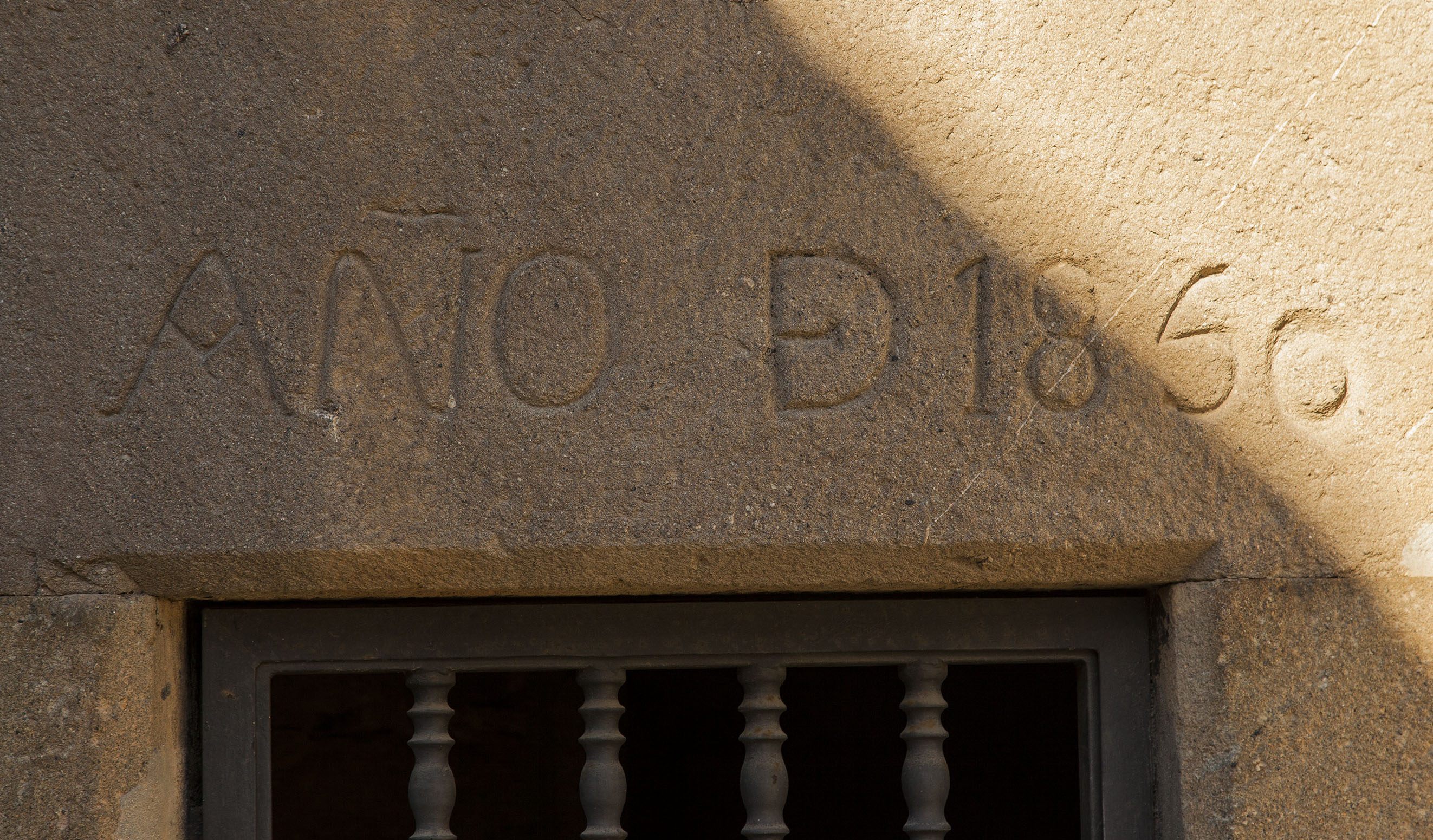
Inscripción del sobre la puerta del campanario de la iglesia de Albares de la Ribera

### Prehistoria
Los primeros vestigios de la presencia humana en el municipio de Torre del Bierzo se remontan a la Prehistoria, al haberse encontrado diversos petroglifos en el entorno de Santa Marina de Torre, que tendrían una antigüedad de unos 4000 años.

### Época prerromana
Posteriormente, datándose ya en época prerromana, se habrían encontrado puntas de lanza en el paraje de la Corona de las Torcas en Albares de la Ribera. En este sentido, la Edad de los Metales en el municipio estaría marcada por el desarrollo de la cultura castreña propia de la sociedad astur. El valle del Boeza y, en concreto, los diez km que separan Folgoso y Las Ventas de Albares, supone una zona particularmente densa. Así, en la Carta arqueológica de la provincia de León se han consignado numerosos asentamientos castreños en esta área. A este respecto, se pueden mencionar en el entorno de Albares el castro de Las Torcas, que se encontraría delimitado por fosos perimetrales que lo aíslan de la meseta donde se asienta, ocupando un área de 2 ha (en el cual se encontraron puntas metálicas de armas arrojadizas), o el sitio del Cuerno de la Gandara, donde se ha atestiguado la existencia de un asentamiento castreño astur cuyo recinto muestra la existencia de un foso perimetral que lo aislaba de la llanura.

### Época romana
La conquista de Castro Bergidum por parte de los ejércitos romanos y la posterior victoria de éstos en la batalla del Monte Medulio, conllevó la derrota de los astures en las guerras cántabras, que se hizo definitiva tras aplacar las tropas romanas las últimas escaramuzas astures en el año 19 a. C. Este hecho supuso que el actual término de Torre del Bierzo quedase bajo dominio del imperio romano. No obstante, cabe señalar que la tribu astur de los susarros que poblaba el actual municipio no se levantó en armas contra los romanos, lo que propició que en el año 15 a. C. el emperador Augusto firmase el Bronce de Bembibre, edicto en el que se concedía al pueblo susarro inmunidad y se le permitía mantener sus tierras debido a que se habían mantenido fieles durante las guerras.
Estos hechos supondrían el inicio del proceso de romanización en la zona. Así, durante la segunda mitad del siglo I se desarrolló el trazado de la Vía Nova, que atraviesa la localidad de Albares. En cuanto al encuadre territorial de la zona dentro del Imperio Romano, el actual territorio berciano quedó integrado dentro del Convento Asturicense, con capital en Asturica Augusta (hoy Astorga), en la provincia de Tarraconensis. No obstante, a principios del siglo III, Caracalla integró el Convento Asturicense en la provincia de Hispania Citerior y, más tarde, la reforma territorial de Diocleciano asignó dicho convento a la nueva provincia de Gallaecia, que integraba en su seno los antiguos territorios de los astures y los galaicos.

### Edad Media
En el contexto de la crisis interna que llevó a la desaparición del Imperio Romano, en el año 411 el área berciana (y en general, el grueso de la actual provincia de León) quedó integrada en el reino suevo, que poseía su capital en Bracara Augusta (actual Braga, Portugal), dependencia que se corrobora porque en el Parroquial suevo la diócesis de Astorga incluía el pagus (unidad administrativa) de Bergido.
No obstante, en el año 585 el rey visigodo Leovigildo conquista el reino suevo, pasando a integrarse el área berciana dentro del reino visigodo, en cuyo seno queda adscrito al ducatus de Asturia y, dentro de éste, en el Bergidensis territori. En esta época, Pliego Vázquez sitúa una ceca en las proximidades del actual Albares, en terreno astur-susarro, dado el hallazgo de una moneda con la inscripción Susarres, que haría referencia al pueblo susarro. No obstante, la ubicación de este lugar de acuñación de moneda es controvertido.
Posteriormente, tras la caída de los visigodos a manos de los musulmanes en el año 711, da inicio la conquista musulmana de la península ibérica. No obstante, la comarca se convierte en esta época en un territorio casi despoblado, debido a que los cristianos huyen hacia el norte y las tropas musulmanas apenas establecen núcleos de población relevantes. La zona es reconquistada para los cristianos en el siglo IX, pasando a formar parte del reino astur-leonés (a partir del 910 reino de León), dentro del cual se establece un condado en el área berciana, encabezada por el conde Gatón del Bierzo, ordenando el rey Ordoño I de Asturias la repoblación de la zona, para lo cual se establecen numerosos cenobios, estimándose que el monasterio de Santa María y San Martín de Albares fue edificado como parte de esta campaña de repoblación y reconquista.
En esta época se dan las primeras reseñas documentales sobre las localidades del municipio. Así, la primera referencia a Albares data del año 877 cuando un hombre llamado Ferrocequido, junto con su esposa Bronilde (o Pronilde), venden una viña a un individuo llamado Diego y a su mujer, Especiosa. De dicha viña, los primeros escriben «que nos habemus in derrodorio Brigides, in loco dicto Albares». Precisamente en Albares, en el año 920 (durante el reinado de Ordoño II de León), el diácono Juan termina la Biblia de Albares para el abad Mauro, trabajo que fue realizado en el scriptorium del monasterio de Albares (del cual no queda ningún resto en la actualidad).
A partir del reinado de Alfonso VI de León, se produce una profunda reorganización del territorio berciano en tenencias y merindades. En este proceso, las localidades que forman el actual municipio de Torre del Bierzo se integraron dentro de la tenencia del Boeza (que se extendía sobre las faldas de los Montes de León y los valles de los ríos Boeza, Tremor y Noceda), de la cual se tiene noticia, por primera vez, en 1124 (durante el reinado de Urraca I de León), cuando estaba en manos del conde Suero Bermúdez. Hay poca información acerca de las personas que fueron desempeñando esta tenencia pero se sabe que tenía gran relevancia y, de hecho, en 1187, se dice que Velasco Fernandi es tenente Bergidum et Bueza (tenente de El Bierzo y Boeza) dando a entender que ambas gozaban de la misma relevancia.
A finales del siglo XII, en 1198, el rey Alfonso IX de León concedió fuero propio a Bembibre, lo que otorgó a este burgo el control administrativo y económico de la cuenca del Boeza, quedando supeditadas a dicha localidad los pueblos del actual municipio de Torre del Bierzo. En cuanto al señorío que tiene como centro la villa de Bembibre, nace en el siglo XIV, siendo primer señor de Bembibre el Infante Alfonso de la Cerda, nieto de Alfonso X el Sabio, que en 1304 recibió esta concesión señorial, junto con otras, como recompensa por la renuncia a los supuestos derechos que poseía al trono de la corona.

### Edad Moderna
En la Edad Moderna, con la reducción de ciudades con voto en Cortes a partir de las Cortes de 1425, las localidades del municipio de Torre del Bierzo pasaron a estar representadas por León, lo que les hizo formar parte de la provincia de León en la Edad Moderna, situándose dentro de esta en el partido de Ponferrada.
Posteriormente, ya en el siglo XVI, Laureano M. Rubio indica que Albares estaba integrada dentro de la intendencia de Ponferrada como villa de señorío nobiliario bajo el amparo del marqués de Távara. En este sentido, el Marquesado de Távara (ahora escrito Tábara, en Zamora) fue creado en 1541 por el rey Carlos I de España en favor de Bernardino Pimentel y Enríquez.

### Edad Contemporánea
Ya en el siglo XIX, durante la Guerra de la Independencia, la villa de Albares de la Ribera fue invadida, asaltada y saqueada por las tropas francesas en el año 1809, tropas que asimismo emplearon la iglesia parroquial como lugar de pernocta.
Finalmente, en la Edad Contemporánea, en 1821 las localidades del actual municipio de Torre del Bierzo pasaron a formar parte de la provincia de Villafranca, si bien al perder esta su estatus provincial al finalizar el Trienio Liberal, en la división de 1833 quedaron adscritas a la provincia de León, dentro de la Región Leonesa.
Asimismo, en el siglo XX, cabe señalar que Torre del Bierzo no accedió a la capitalidad del municipio hasta 1941, cambiando con ello de denominación el propio municipio, que hasta entonces tenía su capitalidad en Albares de la Ribera, modificando también su nombre oficial la localidad de Torre, llamada hasta entonces Torre de Santa Marina.
Por último, el 3 de enero de 1944 el municipio sufrió la mayor catástrofe de su historia, cuando el túnel próximo a la estación de Torre del Bierzo fue escenario del accidente ferroviario de 1944, el más grave producido en España hasta la fecha, que dejó entre 200 y 500 víctimas.

## Demografía
Cuenta con una población de 1968 habitantes (INE 2024).
| Gráfica de evolución demográfica de Torre del Bierzo entre 1842 y 2021                                                |
| |
| Población de derecho según los censos de población del INE. Población de hecho según los censos de población del INE. |

### Núcleos de población

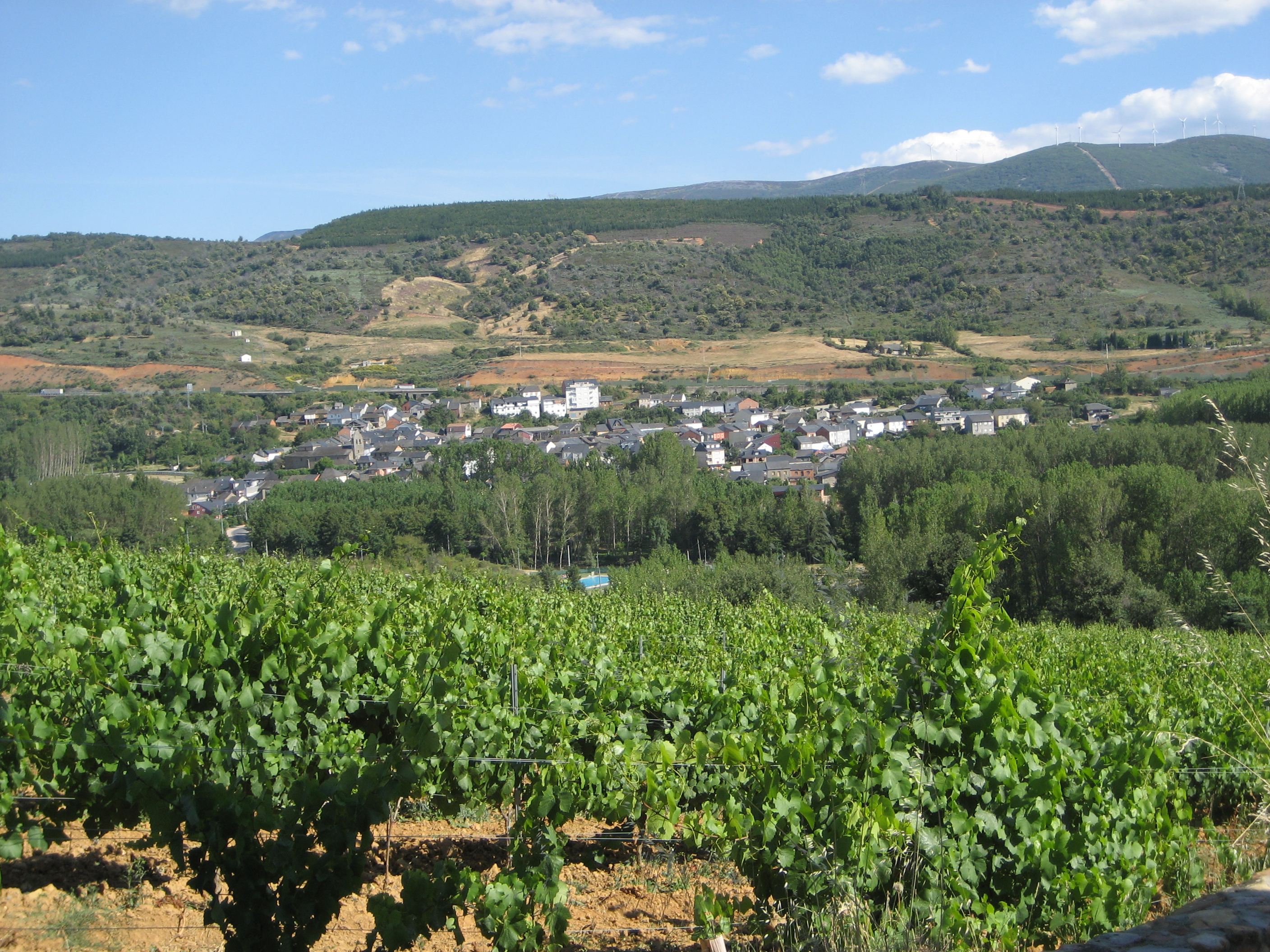
Panorámica de Albares de la Ribera

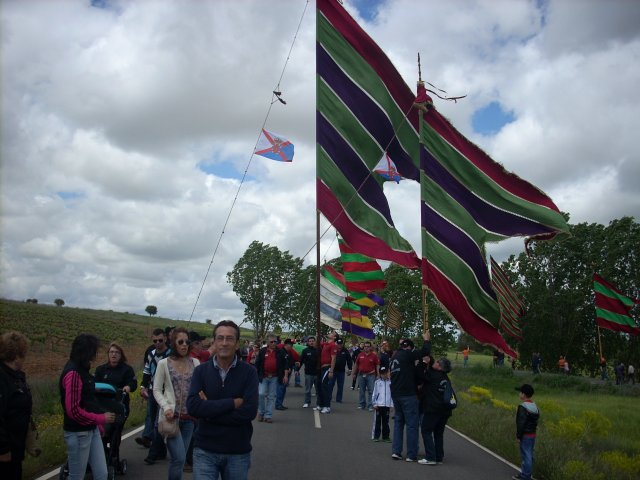
Pendones leoneses en Albares de la Ribera

El municipio se divide en varios núcleos de población, que poseían la siguiente población en 2018 según el INE.
| Núcleo de población       | Población |
| ------------------------- | --------- |
| Torre del Bierzo          | 632       |
| Albares de la Ribera      | 490       |
| Las Ventas de Albares     | 326       |
| Santa Marina de Torre     | 228       |
| Santa Cruz de Montes      | 115       |
| La Granja de San Vicente  | 114       |
| San Andrés de las Puentes | 113       |
| Matavenero y Poibueno     | 57        |
| Tremor de Abajo           | 49        |
| San Facundo               | 30        |
| Fonfría                   | 8         |
| Santibáñez de Montes      | 0         |
| Cerezal de Tremor         | 0         |

## Economía
Aún hoy, la actividad económica sigue centrada en la explotación minera. La presencia de la minera Uminsa recoge a otras minas cerradas: Mina Adelina, Minex, Antracitas la Granja, Carbones El Túnel, Antracitas de Brañuelas, Antracitas de Salgueiro, Minera Torre, Virgilio Riesco, Carbones de San Antonio, Antracitas de San Antonio. Pero hoy día sólo perviven el grupo Salgueiro de Uminsa y las minas de Malabá y Pozo Viloria de Alto Bierzo con cien años de antigüedad, propiedad de Manuel Lamelas Viloria, aunque las minas de Malabá y Pozo Vertical se cerraron en 2013, trasladando sus 50 mineros a la mina de Alto Bierzo en Tremor de Arriba. Se intenta recuperar la caza y el turismo rural, así como conseguir la regeneración medioambiental.

## Transportes
Carretera
La carretera nacional N-6 pasa por el municipio, atravesando también la Autovía del Noroeste (A-6) el municipio entre Albares y Torre, con desvíos de menos de 2 km.
Ferrocarril

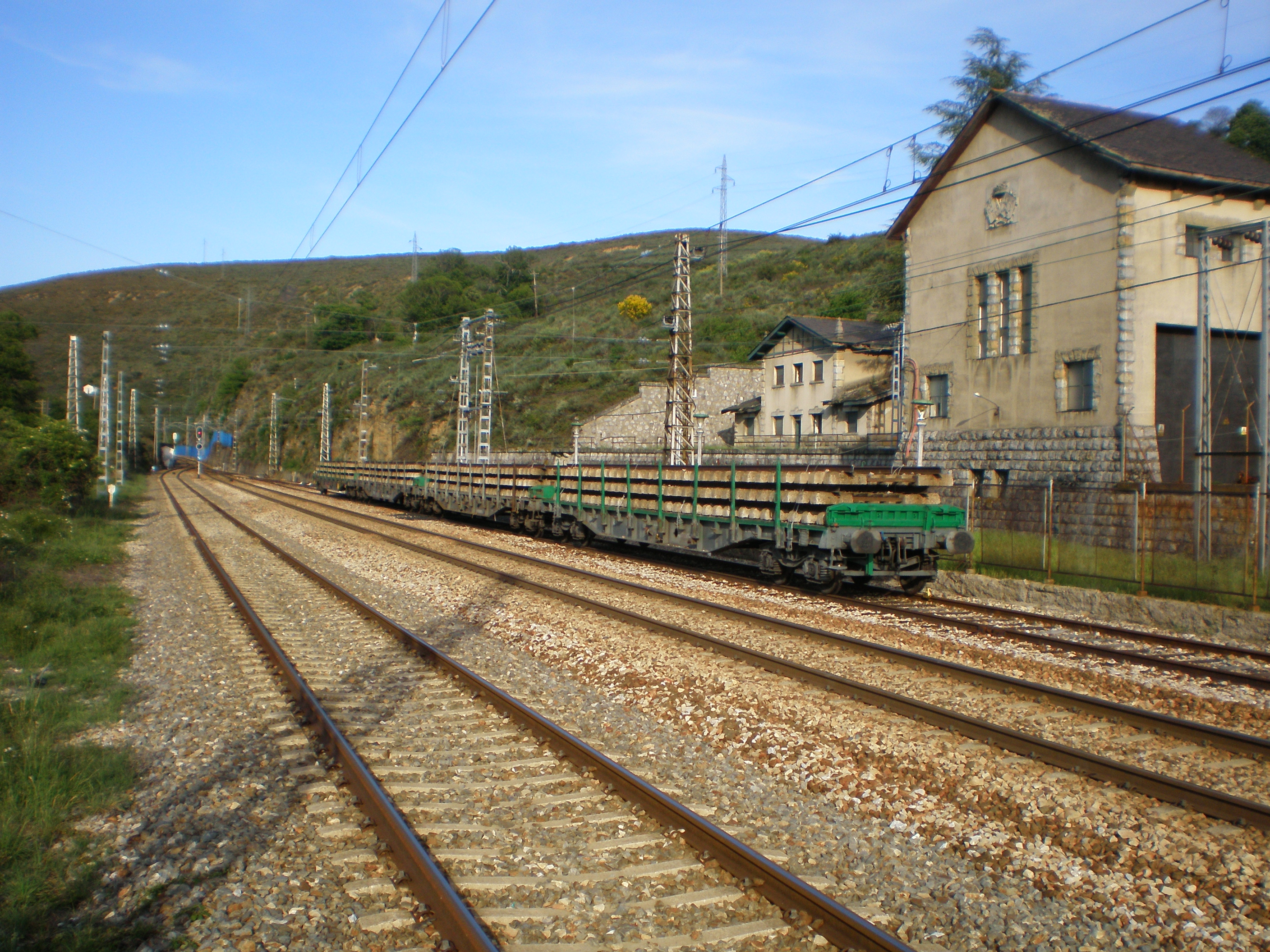
Vías del ferrocarril en la estación de La Granja de San Vicente

En Torre existe una estación ferroviaria en la que efectúan parada trenes de Media Distancia con destino a Ponferrada, León, Madrid, Valladolid y Vigo.
Torre del Bierzo también es conocido por el grave accidente ferroviario de 1944, que ocurrió el 3 de enero en un túnel situado en las inmediaciones de la estación, hoy desaparecido tras haberlo transformado en trinchera.
Dentro del municipio, existe también la estación de La Granja de San Vicente, ubicada en la localidad homónima, donde efectúan parada trenes de Media Distancia que cubren el trayecto Ponferrada - León.

## Administración y política

#### Resultados electorales
| Elecciones municipales 2019 |       |        |            |
| Partido político            | Votos | %      | Concejales |
| CB                          | 580   | 40.03  | 5          |
| PSOE                        | 304   | 20.98  | 3          |
| Cs                          | 194   | 13.39  | 1          |
| UPL                         | 191   | 13.18  | 1          |
| PP                          | 158   | 10.90  | 1          |
| Voto en blanco              | 22    | 1.52   | ---        |
| TOTAL                       | 1460  | 100.00 | 11         |

El alcalde electo fue Gabriel Folgado, de Coalición por El Bierzo.

## Cultura

### Patrimonio

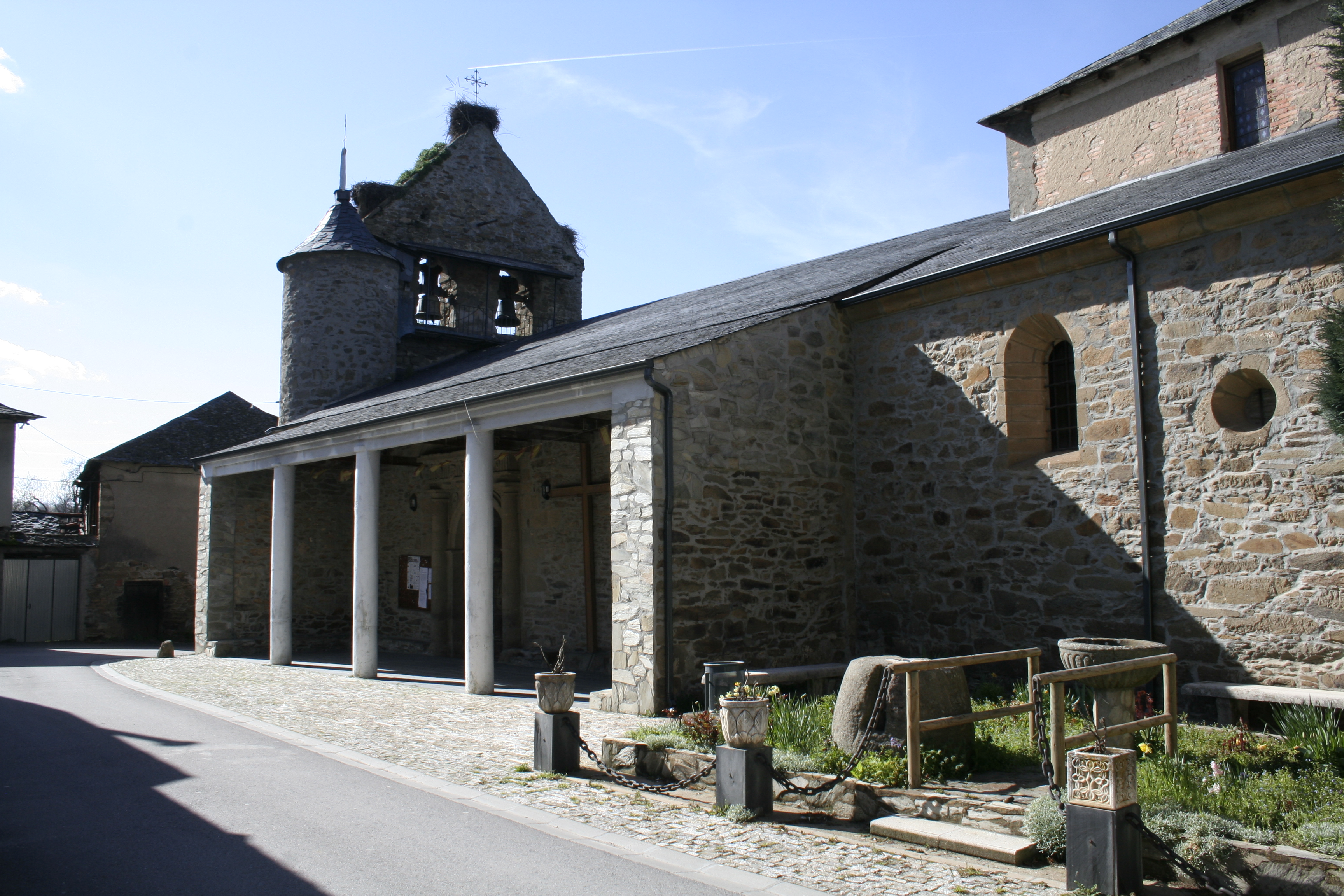
Iglesia de Albares de la Ribera

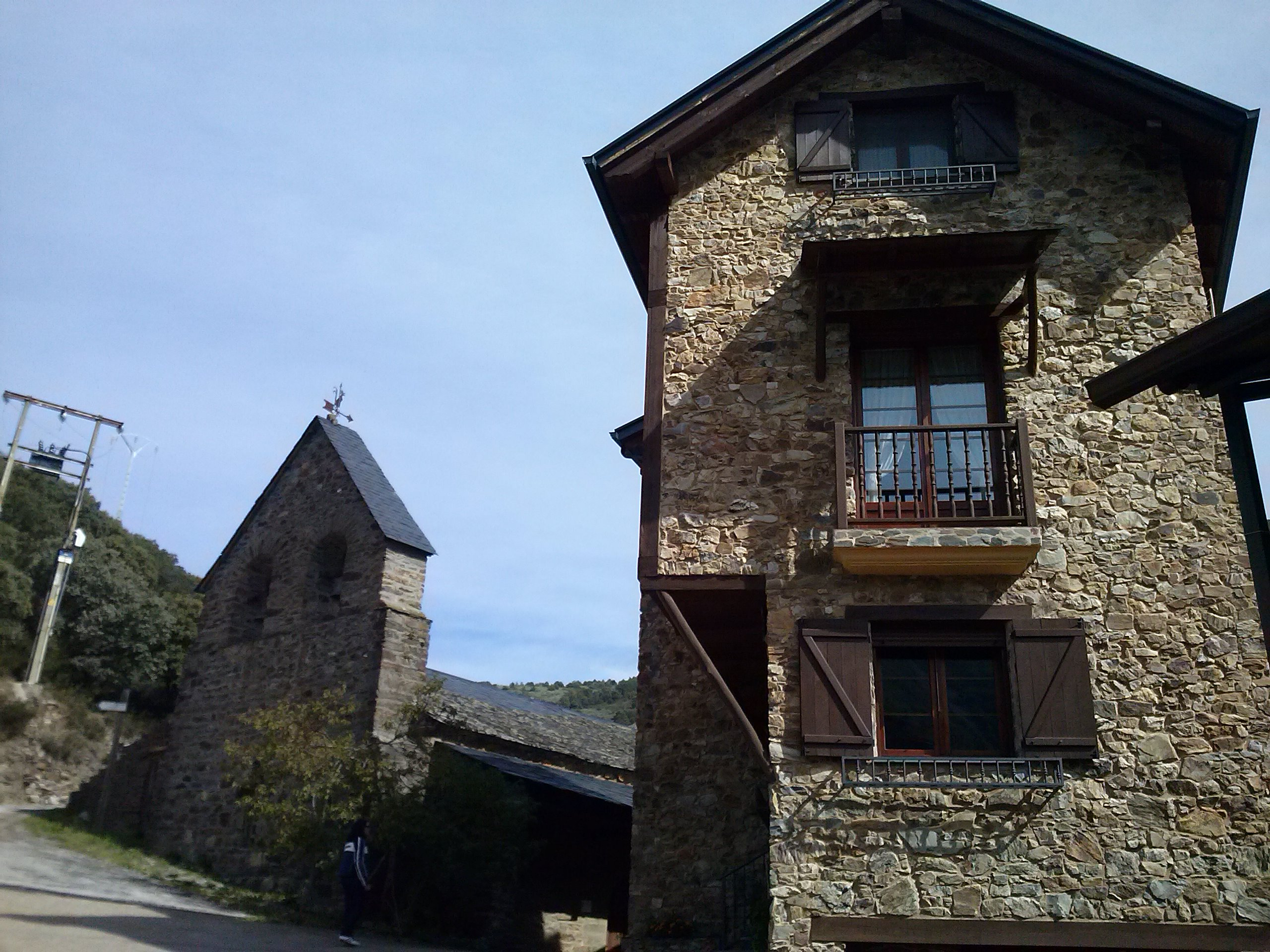
Iglesia y casa en San Facundo

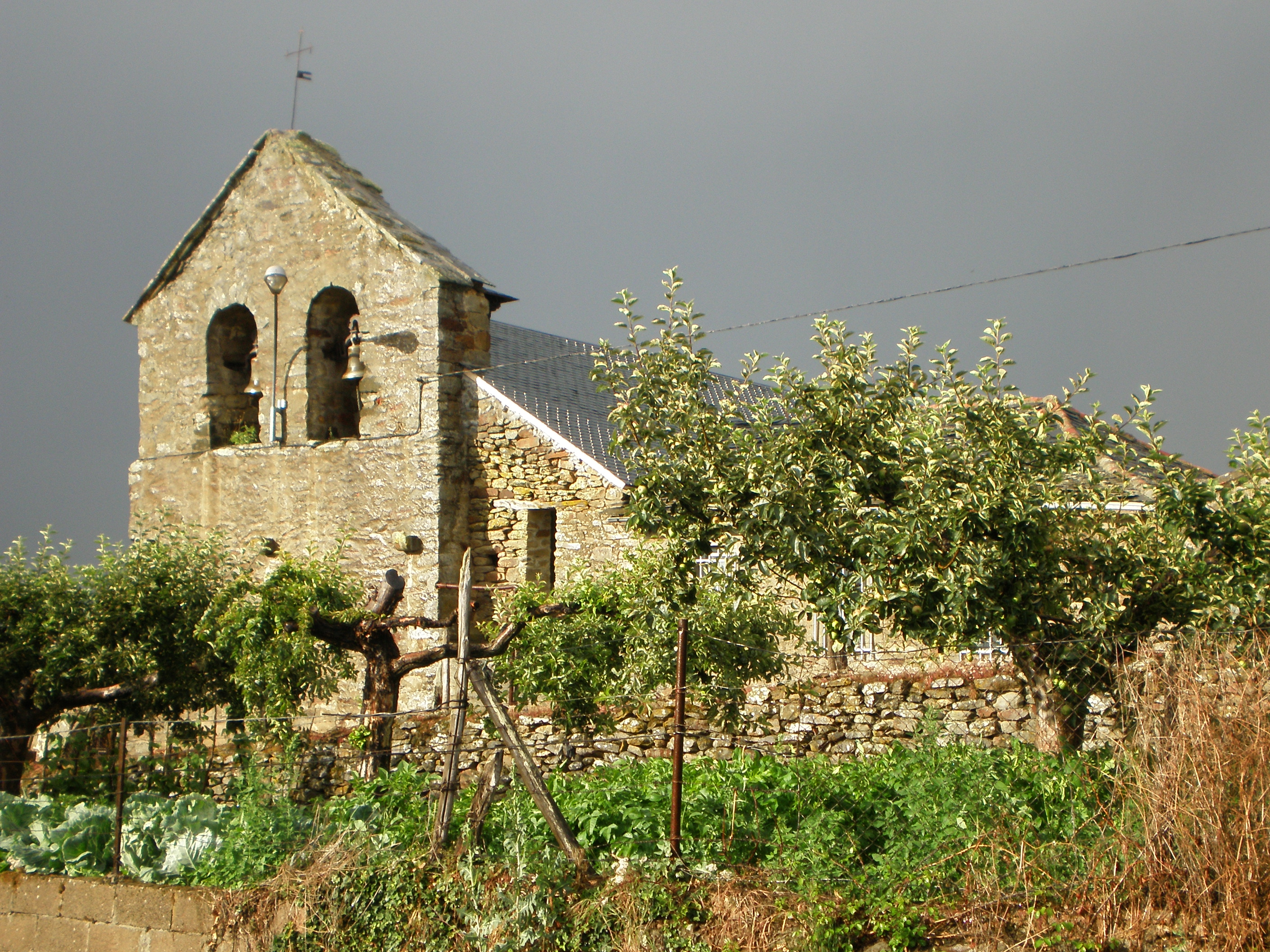
Iglesia de La Granja de San Vicente

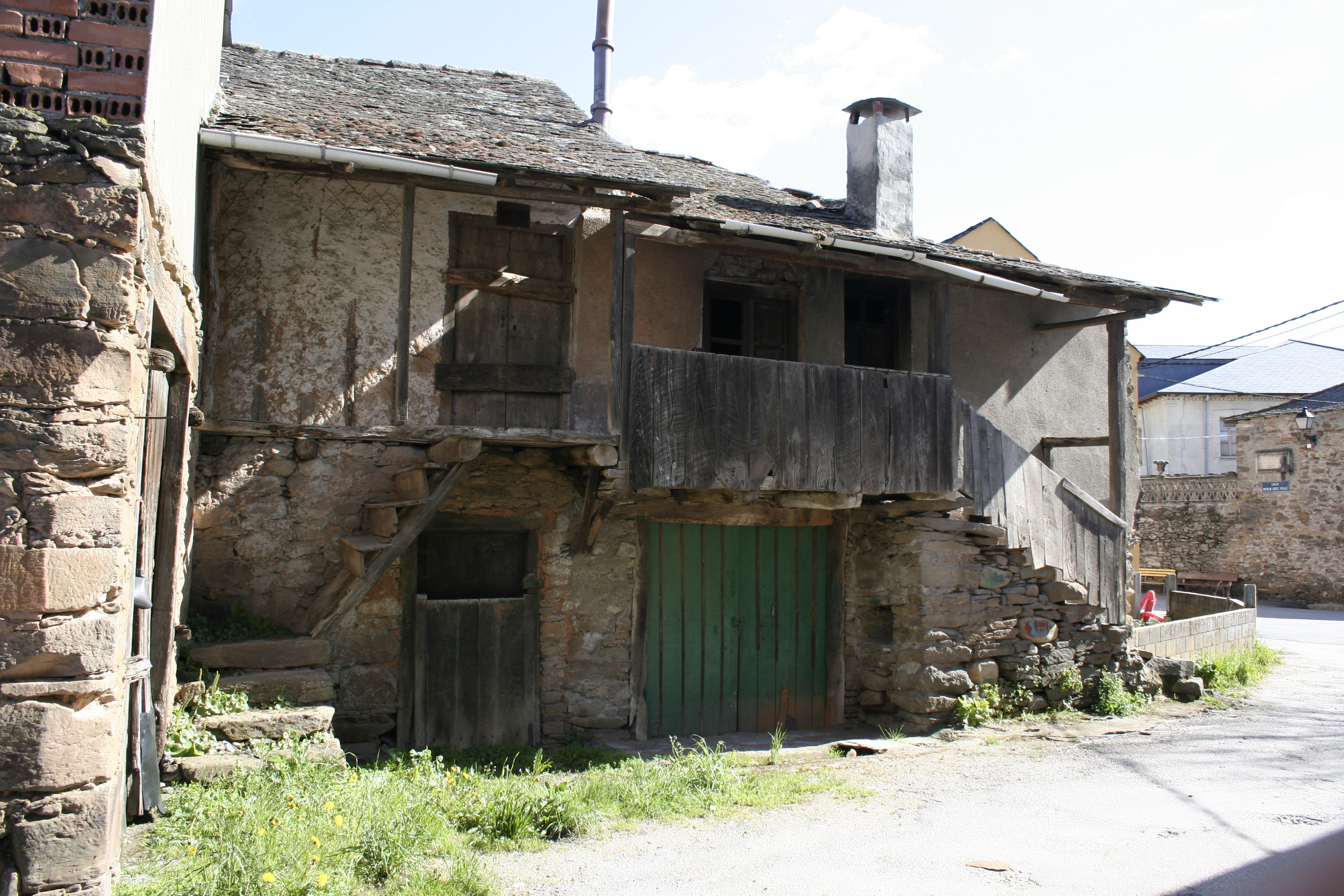
Arquitectura tradicional en Albares de la Ribera

- Iglesia de San Millán, en Albares de la Ribera. Está constituida por tres naves separadas por columnas y pilares con cabecera del siglo XVI, siendo el resto del templo de fabricación posterior. En su interior destacan las cubiertas con artesonados mudéjares renacentistas en el inicio de las naves laterales y portada (en el muro sur) de la primera mitad del siglo XVII. Destacan asimismo la imagen de San Millán, y el Calvario, que ocupa el remate y es obra del siglo XVII. En la nave del Evangelio cabe señalar un retablo rococó muy interesante, sin dorar ni pintar.
- Iglesia de San Benito, en Torre del Bierzo. Posee planta de cruz latina de una sola nave con espadaña de tres alturas. En las dos primeras plantas están las campanas y en la parte superior el reloj.
- Iglesia de La Granja de San Vicente. Sencilla iglesia de una sola nave con espadaña, y escaleras exteriores de acceso al doble campanario. En el pórtico se conserva una cruz de madera con inscripción de 1882.
- Iglesia de San Andrés de las Puentes. Construida a finales del s. XVIII con mampostería de piedra irregular, tiene una única nave y torre con espadaña.
- Iglesia de San Facundo. Iglesia construida a base de muros de mampostería ordinaria cuya espadaña incluye dos campanas de bonita factura.
- Iglesia de Santa Cruz de Montes. Construcción realizada en mampostería con espadaña y escalera interior de acceso al campanario. Data de mediados del s. XVIII.
- Iglesia de Tremor de Abajo. Destaca en ella su espadaña, con dos arcos para campanas.
- Convento-Hospital de Santa María Magdalena, en Cerezal de Tremor.
- Arquitectura tradicional. Destaca la Casa de la Hiedra, en Torre del Bierzo, que posee dos plantas y se ubica en uno de los extremos del puente romano.
- Corona del Castro. Antiguo asentamiento de la época de los romanos relacionado con la extracción de oro, donde se conservan restos del depósito donde se embalsaba el agua que se empleaba después para arrastrar la tierra de la montaña cargada de oro hasta los lavaderos.
- Lagar de San Facundo. Era el lugar de la localidad de San Facundo donde las uvas se pisaban y posteriormente se prensaban para extraer el mosto.
- Minas de antracita. La mayor parte de ellas se encuentran actualmente fuera de actividad, como las minas Adelina II, Agapito, Campomanes, Torre, Uminsa, Mariángela, las de Granja de San Vicente y San Andrés de las Puentes, o la mina-lavadero de Santa Cruz de Montes. Otras como Alto Bierzo sí tienen aún actividad.
- Poblado minero de Albares. Actualmente abandonado, daba cobijo a los trabajadores de las minas de antracita cercanas al poblado.
- Molinos. Se conservan varios en el municipio, siendo varios en Albares de la Ribera y en La Granja de San Vicente, conservándose asimismo molinos en Fonfría, San Facundo, Santa Cruz de Montes, Santa Marina de Torre, Tremor de Abajo, Santibáñez de Montes y Cerezal de Tremor.
- Palomar de Albares de la Ribera. Formaba parte de la Huerta Grande y la casa solariega propiedad del obispo Antolín López Peláez, por eso también se conoce como Palomar del Obispo.
- Hornos. Hay varios ejemplos en el municipio, como los de Matavenero y Albares de la Ribera.
- Museo de la Minería, en Torre del Bierzo.
- Puentes. Cabe señalar el puente de piedra de San Andrés de las Puentes, sobre las vías del ferrocarril, que da acceso a los pueblos San Andrés de las Puentes y San Facundo, el de Las Ventas de Albares, o el puente romano de Torre del Bierzo, situado sobre el río Tremor, que data del siglo I, siendo construido por los romanos como parte del trazado de la Vía Nova, otras veces denominada Vía XVIII del Itinerario de Antonino.

### Rutas jacobeas
Torre del Bierzo forma parte de la ruta jacobea Camino de Manzanal.

### Fiestas
El 16 y 17 de agosto Torre del Bierzo celebra sus populares fiestas de San Roque con un extenso programa de actividades. Adicionalmente cada cuatro de diciembre se celebra la festividad de Santa Bárbara y en 2008 se recuperó la fiesta de las candelas que tiene lugar el dos de febrero.